# Anna Chromý
Pour les articles homonymes, voir Chromy.

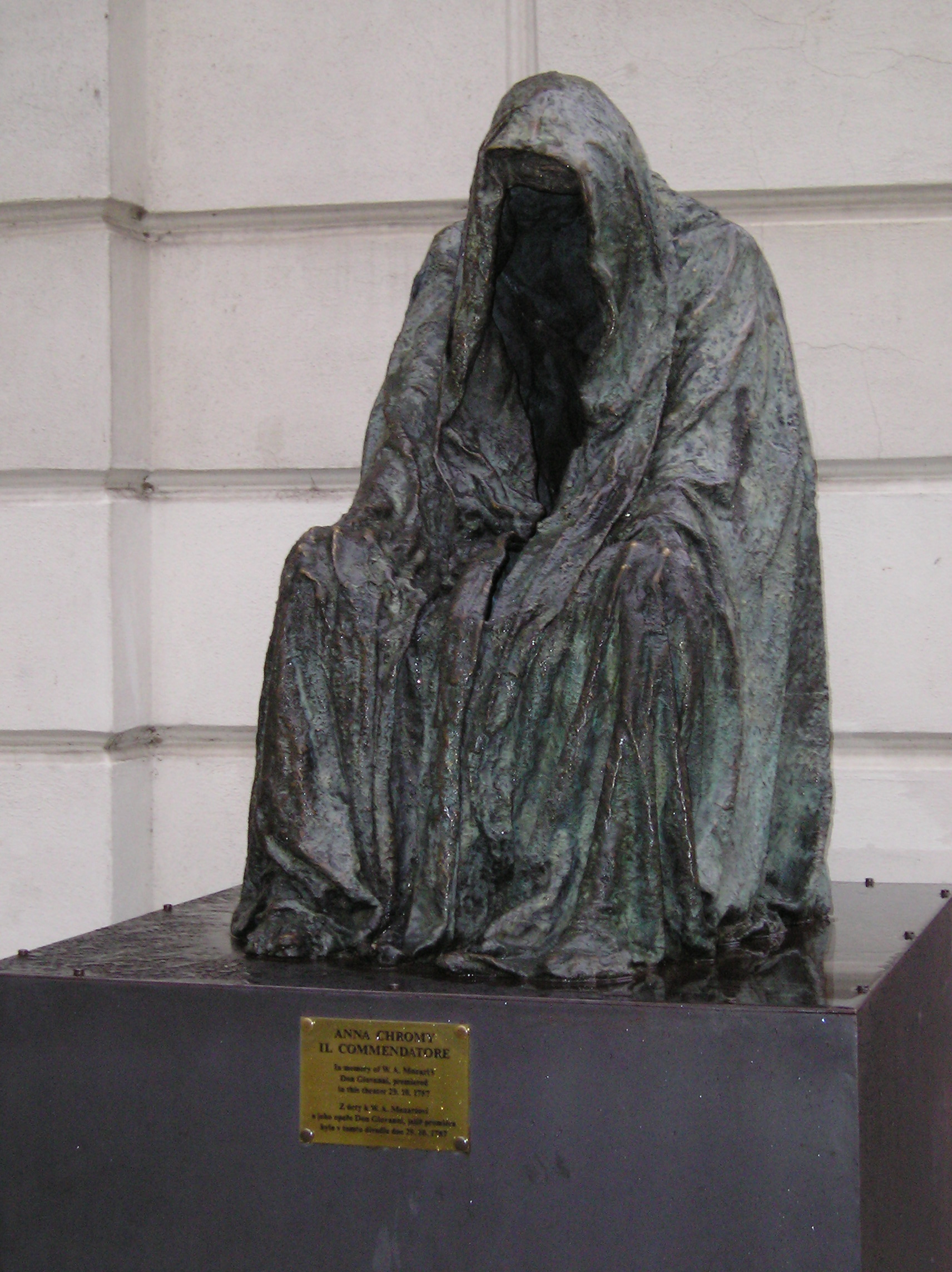
High Cloak of Conscience, bronze.

Anna Chromy, née le 18 juillet 1940 à Krumau en protectorat de Bohême-Moravie et morte le 18 septembre 2021 à Monaco, est une peintre et sculptrice tchèque.

## Biographie
Anna Chromy a grandi en Autriche, vit en France et travaille en Italie. À la fin de la Seconde Guerre mondiale, la famille d'Anna Chromy a quitté la Bohême pour Vienne, en Autriche. Sa famille n'avait pas les moyens de lui permettre de fréquenter une école d'art. Elle a pu étudier à l'École nationale supérieure des beaux-arts qu'après son mariage et son installation à Paris, où elle s'est fait rapidement une réputation pour ses visions surréalistes.
Un accident en 1992 l'a empêchée de peindre. Elle s'est tournée alors vers la sculpture en bronze et en marbre.

## Ateliers
Anna Chromy a des ateliers à Pietrasanta, Toscane où elle a également sa fonderie de bronze, la Fonderia Artistica Mariani and Massimo Del Chiaro. Pour ses sculptures en marbre, elle travaille à l'atelier de Massimo Galleni à Pietrasanta. À Carrare, elle sculpte au studio Michelangelo de Franco Barattini.

## Œuvre

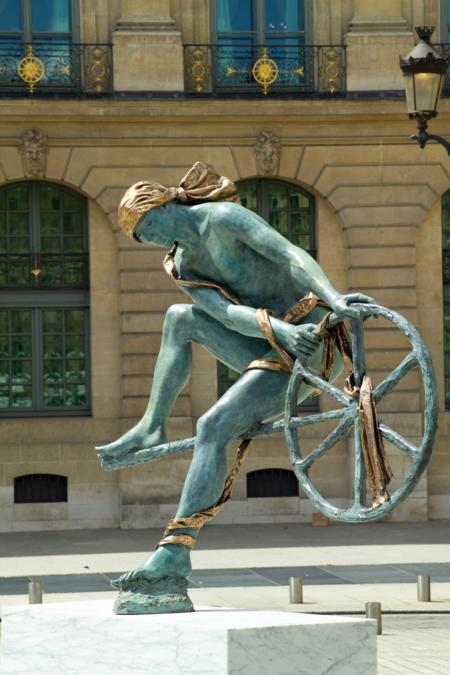
Ulysses (2000), 2 m, Monaco.
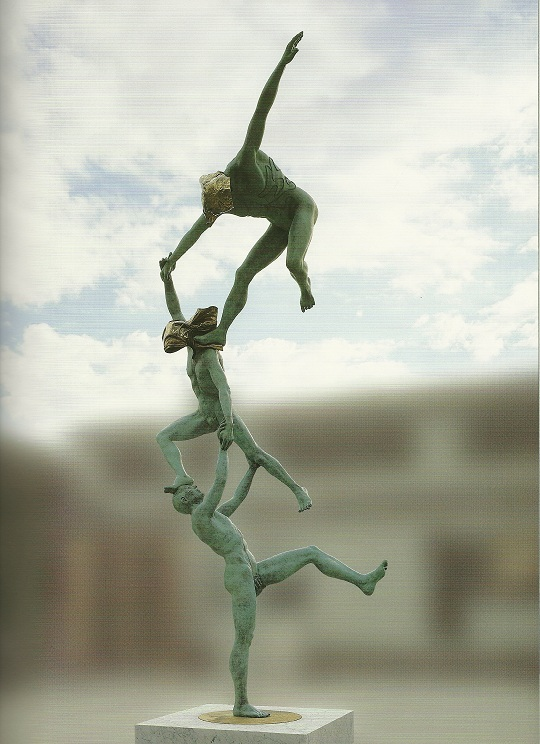
Olympic Spirit (2004), 5,80 m, localisation inconnue.
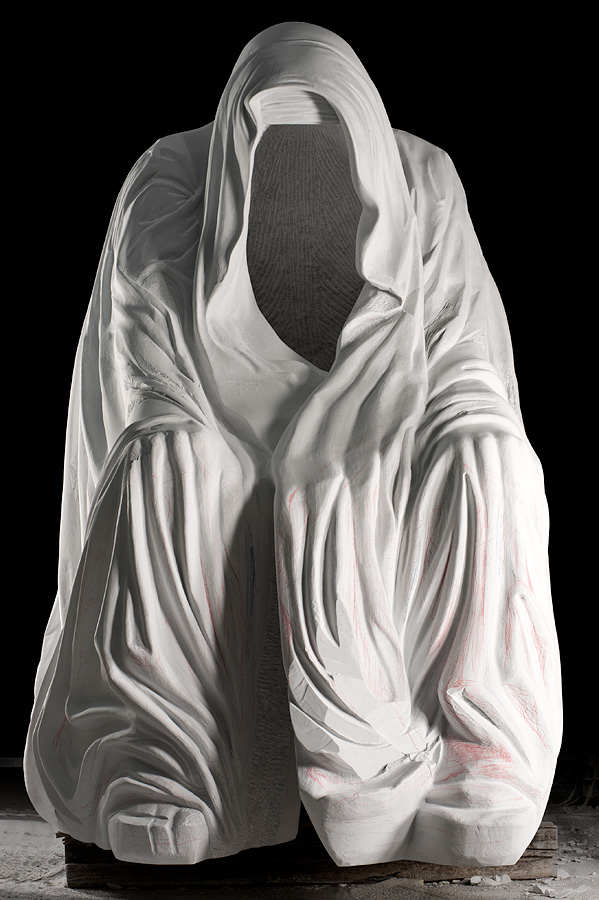
High Cloak of Conscience, marbre, 4,57 m.
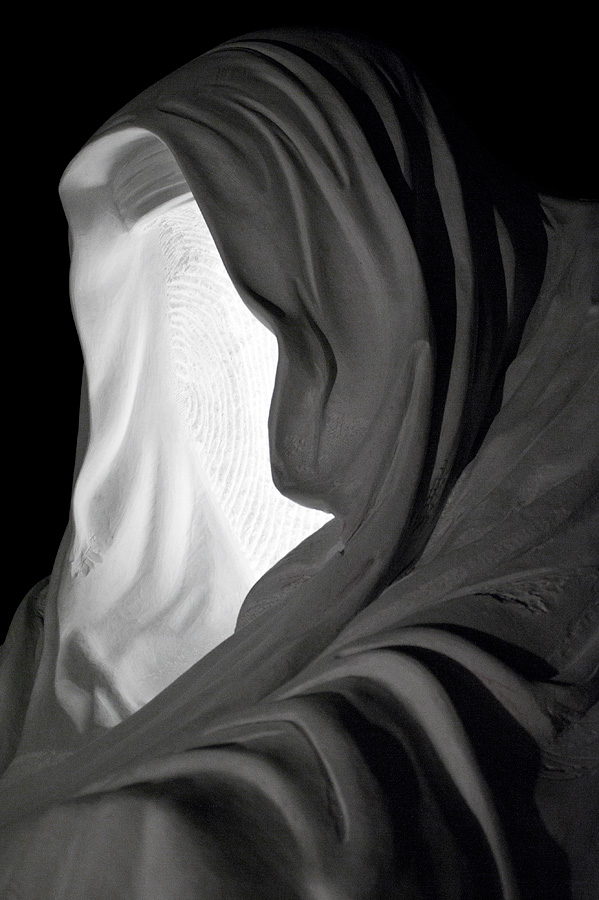
The Cloak of Conscience, marbre, détail.

L'œuvre la plus connue d'Anna Chromy est le manteau vide, connu comme Manteau de la Conscience, ou Pietà, ou encore Commandeur, placé devant la cathédrale Saint-Rupert de Salzbourg, le théâtre des États à Prague, au musée national archéologique d'Athènes et ailleurs. Anna Chromy réalise une version du Manteau d'une hauteur de cinq mètres pour servir de chapelle, taillée dans un bloc unique de marbre blanc de 200 tonnes, provenant des carrières Michelangelo de Carrare.
L'Esprit olympique (The Olympic Spirit) sera placé[Quand ?] en face de la nouvelle bibliothèque de Shanghai. Europe, une réinterprétation contemporaine du vieux mythe va être placée dans les institutions européennes. En 2008, Anna Chromy a présenté un modèle de The Cloak of Conscience (La Cape de conscience) au pape Benoît XVI à Saint-Pierre de Rome à l'occasion de la création du Conscience Institute. En 2009, son Olivier d'Or a été présenté par le prince Albert II de Monaco à Elie Wiesel.

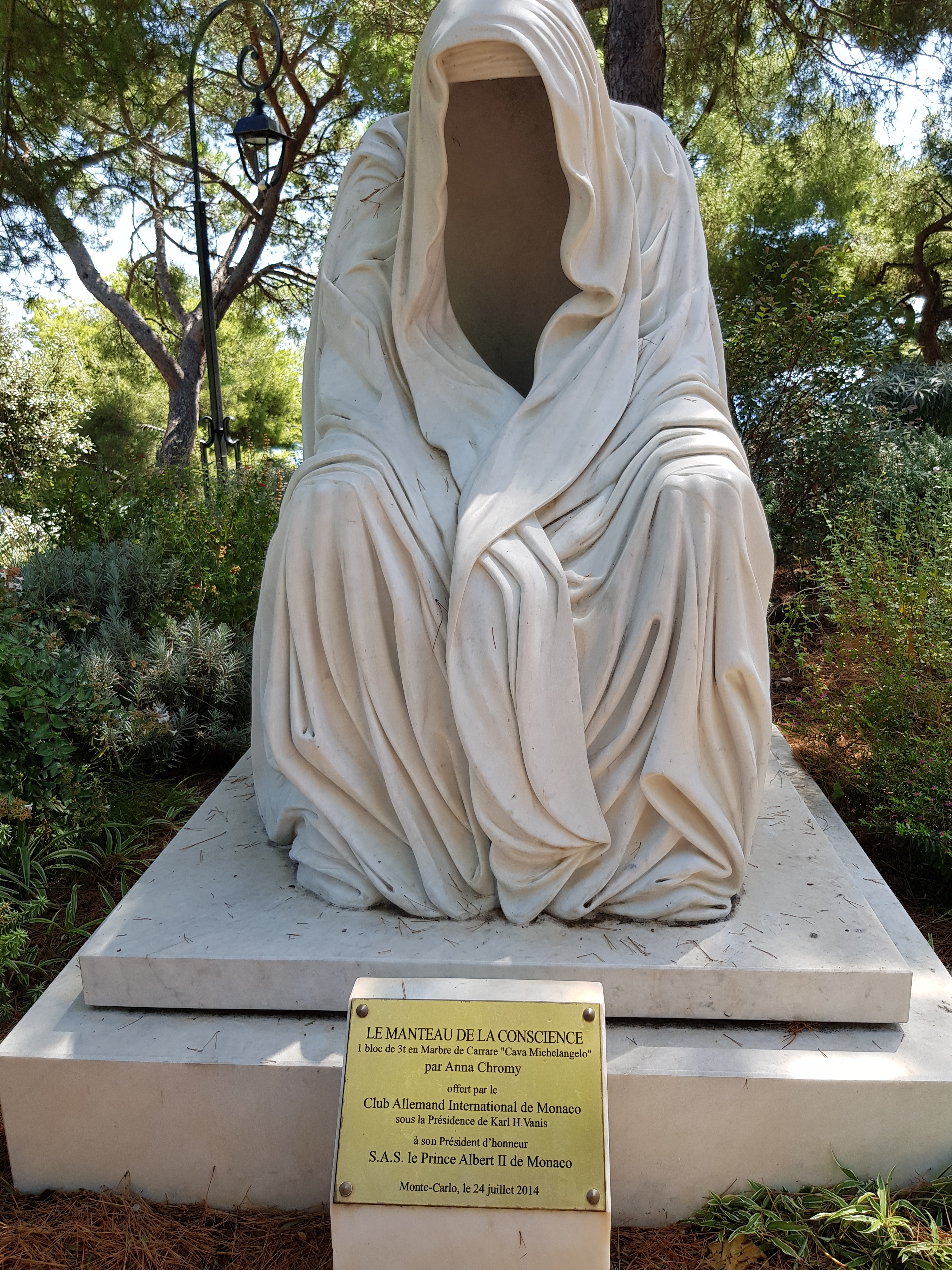
Le Manteau de la Conscience d'Anna Chromý, aux jardins municipaux de Monte Carlo à Monaco.

Anna Chromy puise son inspiration dans la musique, l'opéra en particulier, dans la danse classique et les mythes anciens. Ses peintures montrent son admiration pour Salvador Dalí et les surréalistes en général, et comportent des références à l'école du réalisme fantastique de Vienne (en) et d'autres mouvements de l'Europe centrale, avec des couleurs qui par moments rappellent William Turner.

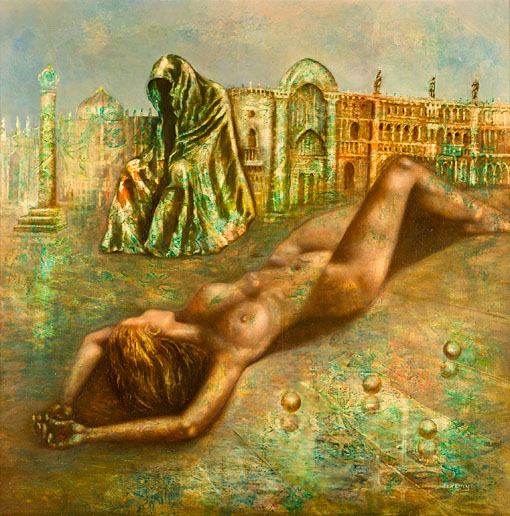
To be or not to be (1982), 100 × 100 cm, localisation inconnue.
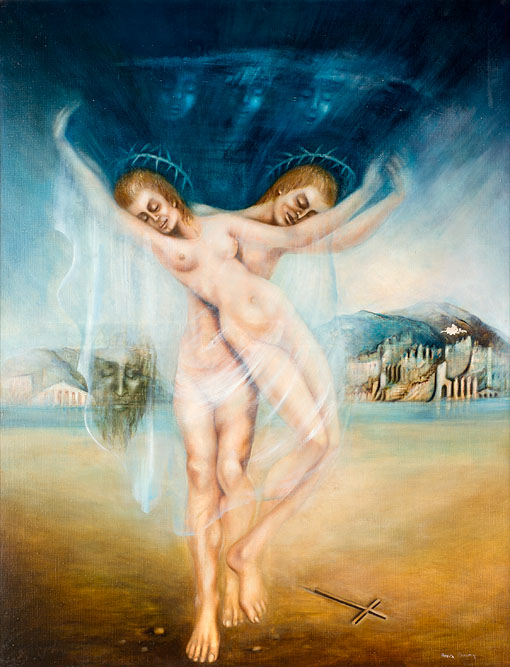
Eternal Love (1979), 90 × 115 cm, localisation inconnue.
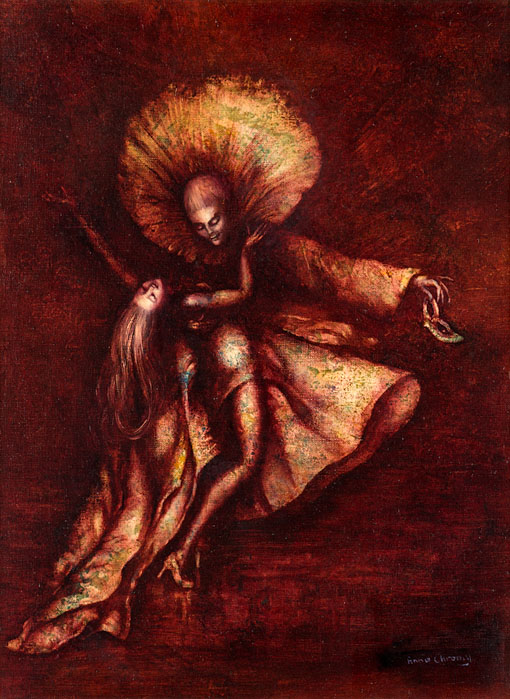
Ball in Venice (1979), 45 × 60 cm, localisation inconnue.
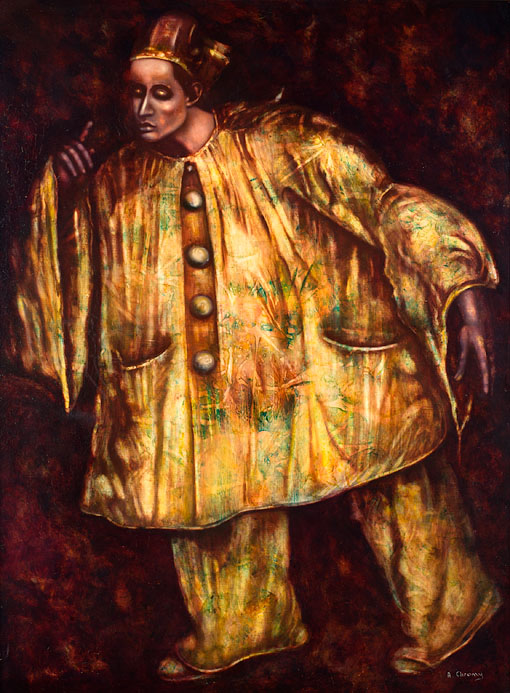
Clown (1979), 95 × 130 cm, localisation inconnue.

## Expositions
- Don Giovanni and the Sound of Bronze (2000) à Prague.
- Il Canto di Orfeo (2004) Pietrasanta  (Italie).
- Europe (2005) Place Vendôme, Paris.
- Mythos Revisited (2007), Musée national archéologique d'Athènes, Athènes.
- Dream of the East (2009), Pékin (Chine).